# 切爾納齊克 (諾夫哥羅德-謝韋爾斯基區)
51°59′41″N 33°19′13″E / 51.99472°N 33.32028°E
切爾納齊克（烏克蘭語：Чернацьке），是烏克蘭的村落，位於該國北部切爾尼戈夫州，由諾夫哥羅德-謝韋爾斯基區負責管轄，面積0.13平方公里，海拔高度167米，2001年人口63，人口密度每平方公里484.6人。